# زين أباد (باسخن)
زين أباد (بالفارسية: زین‌آباد) هي قرية تقع في إيران في البلدة المركزية. يقدر عدد سكانها بـ 340 نسمة .